# Філліс Айзенштайн
Філліс Айзенштайн (англ. Phyllis Eisenstein; 26 лютого 1946 — 7 грудня 2020) — американська авторка науково-фантастичних та фентезійних оповідань, а також романів, які були номіновані на премію Г'юго та премію Неб'юла.

## Дитинство та юність
Айзенштайн народилася з іменем Філліс Лія Кляйнштейн у 1946 році в Чикаго, штат Іллінойс,  і прожила там більшу частину свого життя. Вивчаючи психологію в Чиказькому університеті в 1963 році, вона познайомилася зі своїм майбутнім чоловіком Алексом на щотижневому зібранні шанувальників наукової фантастики Чикаго. 1966 року, невдовзі після відвідування 24-го Всесвітнього науково-фантастичного конвенту вони одружилися.
Філліс Айзенштайн продовжувала навчання в коледжі, доки Алекс не вступив до лав військово-повітряних сил США і, після базової підготовки молодого бійця, був відправлений до Німеччини. Вони прожили там разом три роки, а потім повернулися до США в Чикаго після його звільнення зі служби з почесними почестями.

## Кар'єра
Свої перші два науково-фантастичні оповідання Айзенштайн опублікувала в 1971 році, перше в співпраці з чоловіком Алексом (він продовжував бути її співавтором деяких оповідань). Утвердившись як професійна письменниця, Філліс повернулася до коледжу, щоб отримати диплом, навчаючись паралельно в Університеті Іллінойсу в Урбана-Шампейн, де в 1981 році отримала освітній ступінь бакалавра з антропології.
Філліс Айзенштайн написала вісім романів, згодом опублікувавши шість із них і майже півсотні коротших творів у різних жанрах наукової фантастики, фентезі та фантастики жахів. Айзенштайн також написала науково-популярну книгу про лікування артриту, що стала бестселером. Її оповідання були включені до багатьох антологій та публікувалися в багатьох провідних журналах наукової фантастики та фентезі, зокрема, у The Magazine of Fantasy and Science Fiction, Analog Science Fiction and Fact, Galaxy Science Fiction, Журнал наукової фантастики Айзека Азімова, Amazing Stories, Weird Tales тощо.
Оповідання Айзенштайн були двічі номіновані на премію Г'юго в галузі наукової фантастики та тричі на премію Неб'юла SFWA.
Її оповідання 1978 року «Lost and Found» було екранізовано для телебачення в 1986 році в серіалі середини 1980-х років «Сутінкова зона» (перше з трьох повторень класичного серіалу). Сценарій написав тодішній редактор сюжетів шоу Джордж Р. Р. Мартін. Вона була давньою подругою Мартіна і пізніше переконала його включити драконів до його міжнародного бестселера у жанрі фентезі «Пісня льоду та полум'я». Потім Мартін присвятив Айзенштейн третій роман у серії, "Буря мечів ".
Філліс Айзенштайн провела більшу частину свого дорослого життя, викладаючи практикуми з написання літературних праць у закладах освіти. Вона стала педагогом за допомоги американського письменника Роджера Желязни на Конференції письменників Університету Індіани в 1977 році. Також Філліс працювала викладачкою в Clarion Science Fiction Writer's Workshop в Університеті штату Мічиган, Октонському громадському коледжі Скокі, штат Іллінойс та в Writer's Digest School. Протягом двадцяти років вона була членом факультету Колумбійського коледжу в Чикаго, викладаючи курси загальної наукової фантастики, популярної фантастики, фентезі та наукової фантастики.
У 1999 році Айзенштайн здобула нагороду «Досконалість у викладанні» від цього закладу вищої освіти. 2009 року вона полишила викладацьку діяльність, щоб присвятити більше часу своїй професійній письменницькій кар'єрі.
Починаючи з 2000 року, Філліс Айзенштейн почала працювати повний робочий день у досить конкурентному рекламному бізнесі Чикаго: вона більше десяти років працювала виконавчим менеджером редакції у Leo Burnett — найбільшому рекламному агентстві Чикаго. Лише погіршення здоров'я у 2015 році змусило її піти на пенсію.
Завершений роман «Місто в камені», останній том її фентезійної трилогії «Книга елементалів», залишився неопублікованим, коли Meisha Merlin Publishing, відомий видавець фентезі та наукової фантастики, раптово припинив діяльність у 2007 році. Цей роман залишається неопублікованим, тоді як перші два романи серії наразі з успіхом розійшлися у книгарнях.
Айзенштайн завершила книгу «Той, що ходить між світами» (The Walker Between Worlds) - перший роман із нової серії наукового фентезі під назвою «Маски влади». Перші вісім розділів роману, що знаходиться в розробці, що складається з 38 000 слів, було опубліковано в 2007 році обмеженим накладом у м'якій палітурці від KaCSFFS Press — незалежного видавництва наукової фантастики та фентезі в Канзас-Сіті, штат Міссурі. Після завершення роботи над книгою «The Walker Between Worlds» письменниця навмисне не публікувала роман, поки працювала над завершенням двох томів серії, що залишилися перед публікацією. На момент її смерті трилогія «Маски влади» залишилася незавершеною.

## Смерть
У січні 2020 року Філліс Айзенштайн, що перед тим декілька років хворіла перенесла інсульт і невдовзі після цього потрапила до хоспісу. Вона померла в грудні того ж року в Чикаго на 75-му році життя після тривалої неврологічної хвороби, ускладненої коронавірусною хворобою 2019 під час пандемії COVID-19 в Іллінойсі. У неї залишився чоловік Алекс.

## Опубліковані праці

### Книжкова серія
- Казки Аларіка Менестреля
  1. Народжений у вигнанні (1977)
  2. У зоні Червоного Лорда (1989)
- Книга елементалів
  1. Син чарівника (1979)
  2. Кришталевий палац (1988)
Книга елементалів (омнібус) (2002)
  3. Місто в камені (завершено, але не опубліковано)
- Маски влади
  1. The Walker Between Worlds (завершено, але не опубліковано)

### Окремі романи
- Тінь землі (1979)
- В руках слави (1981)

### Chapterbooks
- Той, що ходить між світами, повість (2007)
- Помітна фантастика (2009)

### Колекції
- Night Lives: Nine Stories of the Dark Fantastic (2003), з Алексом Айзенштайном.

### Антології
- Spec-Lit 1: Speculative Fiction (1997)
- Spec-Lit 2: Speculative Fiction (1998)

### За спільною редакцією з Алексом Айзенштейном
- Зірки — мета моя (The Stars My Destination), Альфред Бестер — спеціальне відреставроване видання (1996).

### Публіцистика
- Подолання болю від запального артриту разом із Семюелем М. Шайнером, доктором філософії. (1997)

### Твори за оповіданнями Айзенштейн
- Нові виміри 1 (1971)
- Найкраще з фентезі та наукової фантастики (1973)
- Довга ніч очікування (1974)
- Найкращі науково-фантастичні історії року (1976)
- Найкращі науково-фантастичні оповідання року № 5 (1977)
- Нові виміри 7 (1977)
- Найкращі фантастичні історії року 4 (1978)
- Вибір Азімова (1979)
- Найкращі науково-фантастичні історії року, 1978 (1979)
- Найкращі науково-фантастичні історії року № 8 (1980)
- Шепіт III (1981)
- Тіні 5 (1982)
- 13 коротких науково-фантастичних романів (1986)
- Що бачила міс Даррінгтон (1989)
- Мікрокосмічні історії (1990)
- Нові історії із Сутінкової зони (1990)
- Нові переддень: Наукова фантастика про надзвичайних жінок сьогодні і завтра (1994)
- 100 маленьких жахливих історій (1994)
- Оксфордська книга фентезі (1994)
- Сестри у фентезі (1995)
- Жахи! 365 Страшних історій (1998)
- Пісні вмираючої землі (2009)
- Шлюзи (2010)
- Старий Марс (2013)[11][12]
- Розбійники (2014)

### Опублікував оповідання
- «Народжений у вигнанні» (1971)
- «Проблеми з минулим» (1971), з Алексом Айзенштайном
- «Корчма Чорного Лебедя» (1972)
- «Прихильність» (1974), премія «Неб'юла» (номінантка)
- «Телезонд» (1974)
- «Погода на Марсі» (1974), з Алексом Айзенштойном
- «Відьма та колодязь» (1974)
- «Володарі всієї влади » (1975)
- «Дерево життя» (1975)
- «Спляча красуня: правдива історія» (1976), з Алексом Айзенштайном
- «Alter Ego» (1977), з Алексом Айзенштайном
- «Ти тут» (1977) з Алексом Айзенштайном
- «Земля скорботи» (1977)
- «У відповідь на твій заклик» (1978)
- «Загублений і знайдений» (1978)
- «Людина з оком» (1978)
- «Гірська стійкість» (1979)
- «Дочка пожежника» (1981)
- « У західній традиції» (1981), Премія Неб'юла (номінантка), Премія Г'юго (номінантка)
- «Точка відправлення» (1981)
- «Табу» (1981)
- «Темні крила» (1982)
- «Нічне життя» (1982), премія Г'юго (номінантка)
- «Підземний світ» (1983)
- «Аметистова фіала» (1984)
- «Королева демонів» (1984)
- «Чесний обмін» (1985)
- «Почуття обов'язку» (1985)
- «Равлик поза космосом» (1985)
- Weaseling Out (1987)
- «Без повернення» (1994)
- «Коробки» (1998)
- «Кіт» (1998)
- «Пил на горищі» (1998)
- «Острів в озері» (1998), Премія Неб'юла (номінантка)
- «Парк» (1998)
- «Роба» (1998)
- «Дикі тварини» (1998)
- «Wallpaper World» (2001), з Алексом Айзенштайном
- «Больцман Скіапареллі і король ящірок» (2009)
- «Остання золота нитка» (2009)
- «Жук фон Неймана» (2010), з Алексом Айзенштайном
- «Сонячний камінь» (2013)
- «Караван в нікуди» (2014)
- «Пустеля зниклих мрій» (2016)
- «Місто втраченого бажання» (2019)

## Нагороди та номінації
- Премія «Неб'юла»: номінація «Найкраще оповідання» (номінантка, 1976) за «Вкладення»;
- Премія «Балрог»: номінація «Найкращий роман» (лауреатка, 1979) за роман «Народжений у вигнанні»;
- Науково-фантастична хроніка: номінація «Найкраща новела» (переможець, 1981) за новелу «У західній традиції»;
- Премія «Г'юго»: номінація «Найкраща новела» (номінант, 1982) за роман «У західній традиції»;
- Премія «Неб'юла»: номінація «Найкраща новела» (номінантка, 1982) за новелу «У західній традиції»;
- Премія «Г'юго» номінація «Найкраща новела» (номінант, 1983) за «Нічне життя»;
- Премія «Неб'юла»: номінація «Найкраща новела» (номінант, 2000) за «Острів в озері».